# Pier Gabriele Goidànich
Pier Gabriele Goidànich (né le 30 juillet 1868 à Volosca, en Istrie, aujourd'hui Opatija, en Croatie, et mort le 27 octobre 1953 à Bologne) est un linguiste, un philologue, un universitaire et un homme politique italien. 

## Biographie
Pier Gabriele Goidànich a enseigné à l’université de Pise et à l’université de Bologne. Il a été directeur du journal de linguistique comparée Archivio glottologico italiano. Il a aussi été sénateur.